# Kaskar
Kaskar, ou Kachkar (en syriaque: ܟܫܟܪ) est une cité antique, aujourd'hui disparue, du sud de la Mésopotamie, dans l'actuel Irak. Elle est mentionnée dans les fonds syriaques, comme lieu de fondation d'un monastère par saint Jean de Dailam et comme ayant été un foyer chrétien syriaque.

## Histoire
Kaskar a connu une certaine importance sous les Sassanides. La région est habitée par des colons syriens hellénisés venant du nord-ouest de la Syrie et envoyés ici par Chapour Ier au milieu du IIIe siècle ap. J.-C..
Selon la tradition syriaque, Mar Mari aurait préché ici et converti un grand nombre de ses habitants au christianisme. La ville devient le siège d'un diocèse (éparchie) sous la juridiction du patriarche de Séleucie-Ctésiphon de l'Église assyrienne. C'est la ville d'origine d'Abraham de Kachkar, surnommé le  « père des moines ». 
À l'époque du calife omeyyade Abd al-Malik ibn Marwan, son gouverneur de l'Irak, al-Hadjjaj ibn Youssouf, fait construire à partir de 702 la nouvelle ville de Wāsiṭ (signifiant la médiane), entre al-Koufa au nord et Bassorah au sud.
Ainsi Kaskar, pas encore entièrement convertie à l'islam et qui s'était rebellée contre l'autorité du gouverneur, avait préféré suivre Abdallah ibn al-Zoubayr et son frère Moussab. Elle fut punie et abandonnée à son destin, à l'inverse de Wāsiṭ (dont l'édification complète s'acheva en 705) qui se trouvait de l'autre côté du Tigre, juste en face (du côté oriental). Elle cesse d'être un siège épiscopal au XIIe siècle et elle est désertée au XIVe siècle.
Aujourd'hui Kaskar n'existe plus et sa localisation est incertaine. De même Wāsiṭ fut finalement détruite par les invasions des Qarmates qui massacrèrent la population en 930. 
Originaire de Kaskar, Khabbab ibn al-Aratt est considéré comme le septième (chiffre symbolique) homme à s'être converti à l'islam.